# Psilolemma jaegeri
Psilolemma jaegeri är en gräsart som först beskrevs av Pilg., och fick sitt nu gällande namn av Sylvia Mabel Phillips. Psilolemma jaegeri ingår i släktet Psilolemma och familjen gräs. Inga underarter finns listade i Catalogue of Life.